# アドバンスト・ファイティング・ファンタジー
アドバンスト・ファイティング・ファンタジー(Advanced Fighting Fantasy)またはダンジョニアRPG(Dungeoneer)は、マーク・ガスコインとピート・タムリンによるイギリスのテーブルトークRPG作品である。ゲームブック及び同名のRPGシステムであるファイティング・ファンタジーの発展版である。
『ファイティング・ファンタジー』シリーズの創始者であるスティーブ・ジャクソンとイアン・リビングストンが監修している。

## 概要
他のテーブルトークRPG同様、アドバンスト・ファイティング・ファンタジーも「架空世界での冒険を演じる」ことが目的である。
アドバンスト・ファイティング・ファンタジーにおける冒険は、映画の撮影をイメージしている。このため、プレイヤーを「俳優」、プレイヤーキャラクターを「ヒーロー」、ゲームマスターを「ディレクター」と呼んでいる。また、移動や休養などのストーリーに関係ない部分を省略するためにシーン制が採用されている。

## ルール
基本的なルールはファイティング・ファンタジーに基づいている。

### ファイティング・ファンタジーからの改良点
ファイティング・ファンタジーシリーズの創始者であるスティーブ・ジャクソンは、ゲームブックと同じシステムを用いた同名のテーブルトークRPGを発表しているが、これは良作とはいえなかった。
安田均はこの作品を「惜しい失敗作」と評し、以下の問題点をあげた。
- キャラクターの強弱が主に技術点の大小のみで決まってしまう。
- 成長ルールがない。このためプレイヤーの興味を引き続けるのが難しくなっている。
- 魔法がない。

安田は2番目の「プレイヤーの興味を引き続ける」に関しては、成長以外に「ストーリーの面白さ」を追求する方向性もあるとしている。
上記のような問題を解決するために、以下のようなルールが追加されている。
- 特殊技能
- 成長
- 魔法

#### 特殊技能
アドバンスト・ファイティング・ファンタジーでは、「スキル制」を採用している。
各ヒーローは、技術点と同じだけの特殊技能を選び、技術点に上乗せすることができる。これにより、得意分野の設定や強化ができるようになっている。
特殊技能には、「剣」「弓」などの戦闘技能・「開錠」「登攀」「忍び歩き」などの行動に関する技能・「森の知識」「世界の知識」などの知識に関する技能・「魔法」の技能などがある。
対応する技能を持っていないヒーローがこれらの行為を行うときには技術点を用いるが、技能によってはペナルティを受けることもある。

#### 成長
アドバンスト・ファイティング・ファンタジーにも経験値と成長の概念が導入された。
他のゲーム同様、経験値は冒険の終了後にディレクターから与えられる。これは、冒険の達成状況の他に演技力も吟味して決められる。
得た経験値を利用して特殊技能の強化や新規取得が行える。いずれも（ゲーム内で）1週間の時間を必要とし、新規取得では更に教師への礼金も必要となる。ディレクターによってこれらがないと判断された場合、成長させることはできない。

#### 魔法
特殊技能の1つとして、魔法が設定されている。他の特殊技能と違い、技能を持っていないヒーローは魔法を使うことはできない。
ゲームブック版のファイティング・ファンタジーで魔法が採用された作品として、『バルサスの要塞』と『ソーサリー』があげられる。前者の方式は、デメリットなしで使えるがゲームが始まる前に使用する魔法を決めないといけない。後者の方式は、何度でも使用できるが使用するたびに体力を減らさないといけない。
スティーブ・ジャクソンは来日の際に、ファンに対してどちらの方式が好きかのアンケートを取った。このときの結果は、後者を支持する人の方が多かった。
アドバンスト・ファイティング・ファンタジーでは、後者の方式が採用されている。また、唱えるときに判定が必要であり、判定に大失敗するととんでもないことが起こるようになっている。
他の特別なルールとして、作成時に魔法技能を取得した場合、その分技術点を減らすというルールがある。

### シーン制
「シーン制」という言葉は用いられていないが、アドバンスト・ファイティング・ファンタジーではこのシステムを採用している。
ルールブック収録のサンプルシナリオでは各場面を「シーン」と称し、シーン単位で情景描写やノンプレイヤーキャラクターの解説が行われている。
また、シーン制でよく行われる移動の省略も推奨されている。

### 集団戦闘
拡張サプリメントには、プレイヤーが軍隊を指揮して戦う集団戦闘のルールがある。
初版では2冊目のサプリメントである"Allansia"に収録されている。第2版では最初のサプリメントである"Heroes Companion"に収録されている。
軍団同士の戦闘は、軍団を1つのユニットとし、通常の戦闘と同様に攻撃力を比べあう。2版では各ターンに戦略や統率の判定を行う。
軍団同士の競り合いの他に、ヒーローと相手軍の強者（司令官や精鋭兵など）との戦闘がある。これは数ラウンド（初版は3ラウンド・2版は1ラウンド）に1度行われる。これに勝利すると、敵の勢力を削いだり味方の士気を高める効果がある。
2版では軍対軍の他に、大型兵器（バリスタ・破城槌など）を用いた攻城戦や船を用いた海戦もできる。集団戦闘に介入できる強力な呪文体系も用意されている。

## 2nd Edition
"ADVANCED FIGHTING FANTASY 2nd Edition" は2010年に予告され、2011年5月に Arion Games から発売された。著者は グレアム・ボトリー。
この刊行にあわせて、"Out of th Pit"（邦題「モンスター事典」）と"Titan"（邦題「タイタン」）の2冊のサプリメントも復刊されている。
シナリオ"Crown of Kings"が2012年に、追加ルールブック"Heroes Companion"が2013年に発売されている。
2013年には基本ルールのフランス語版が発売されている。グループSNEは2018年に日本語版を発売すると発表し、
2018年4月に日本語版ルールブックが書苑新社から発売された（シナリオブック01『火吹山の魔法使い』と2冊セット販売）。また2023年2月には改訂版が新紀元社から発売されている（『シナリオ集＆ミシュナ等のモンスター』と2冊セット販売）。

### 変更点
2nd Edition（以下「2版」と呼ぶ）は、戦闘・行為判定など過去の作品（ファイティング・ファンタジーを含む）から多くのルールを継承しているが、大きい変更があった部分もある。
以下の記述において、マーク・ガスコイン編集の版を「前作」と呼ぶ。また、ファイティング・ファンタジーから前作まで変更がなかった部分に関しては「以前」「過去」と書く。

#### 能力とキャラクター作成
キャラクターの能力値は、主に魔法を使用するときに使用する "魔法点" が増えた以外は変わっていない。しかし、キャラクター作成の方法には変更がある。
以前は能力値の決定にサイコロを使用していたが、2版はポイントを振り分ける方式に変更されている。サイコロを使用する方法は、オプションルールとして存在する。いずれの方法を用いても、能力値は過去のキャラクターより低く抑えられている。また、前作では人間とエルフ・ドワーフに能力値の差はなかったが、2版では種族による修正が若干存在する。
前作では技能の取得数は技術点に依存していたが、2版では取れる数は共通である。また、種族ごとに自動的に取得される技能を除いて最初に3点以上割り振ることはできなくなっている。
技能の他に "タレント" が導入された。これはキャラクターの特徴を決定する。特長には「両手利き」「暗視」「足が早い」などの肉体的特長・「サバイバル」「武器の習熟」など経験で身につけた能力・「騎士叙勲」のような社会的な地位に関するものなどがある。

#### 魔法
前作の最初のルールでは、魔法の系統は1種類しかなかった。後に発売されたサプリメント "Blacksand" で、「まじない」と呼ばれる魔法系統が追加されている。
第2版では、これらを含む4系統の魔法体系が用意されている。
魔術（Wizardry）
前作と同様の魔法体系。魔術師が使用する呪文。アランシア大陸で人気のある魔法系統。ただし、消費するのは体力から魔力ポイント（能力値 魔法点 から算出される値）に変更されている。
まじない（Minor）
前作で途中から登場した体系。「小魔法(Cantrip)」とも呼ばれる。「手のひらの上に火を出す」「物体の動きを30秒止める」など簡単な効果が多いが、その分成功する確率は高い。
妖術（Sorcery）
2版で新規に追加された体系。妖術師が使用する呪文。ソーサリーの舞台である旧世界（オールドワールド）で開発された魔法系統。前2者はキャラクターが選択した呪文しか使えないが、妖術は技能を持っていれば全ての呪文を使用することができる。ただし、いくつかの呪文には触媒が必要であり最初から全ての呪文が使用できるわけではない。魔術と異なり体力点を消費する。
基本ルールブックではアナランド（「ソーサリー」の出発点となる国）で使用される呪文が収録されているが、国ごとに固有の呪文群が存在することが示唆されている。
海の妖術（Naval Sorcery）
フェンフリィ（旧世界西部の国）発祥の妖術体系。サプリメント"Blacksand"で詳しく述べられている。触媒として「大量の水（風呂桶程度では不可）」を要求する呪文が多いのが特徴である。
黒妖術
他人に危害を加えることを主とした邪悪な妖術。使用者は太陽の光に弱くなる。
神術（Priestly）
2版で新規に追加された体系。司祭が使用する呪文。信仰する神によって指定された呪文しか使えず（神固有の神術1つ+一般的な神術から3つ）、使用回数にも制限があるが、使用にコストがかからない。
まじない以外の3種類は、十分な経験をつまない限り別系統の呪文と複数取得することはできない。十分経験をつんだキャラクターが2系統の呪文を覚えるオプションルールは存在するが、3系統全てを覚えることは認められていない。
魔術&妖術、魔術&神術、妖術&神術の2系統を修めたキャラクターには各々特別な称号が存在する。
また別のオプションルールとして複数系統では無く魔術、妖術、神術それぞれに特化して限界を超えたキャラクターにも特別な称号が存在する。
魔術と妖術は、使用判定でファンブルを起こした場合前作同様とんでもないことが起こる。
魔法を使用するためには、能力値 魔法点が1点以上なければならない。この能力値は、各系統の呪文の成功判定や効果の決定・魔術に使用する魔力ポイント（MP）の決定に使用される。
魔法点 が技術点を上回っている場合、知識関係の技能のチェックを 魔法点 を用いて行うことができる。

##### サプリメントで追加された魔法体系
『ヒーローコンパニオン』では、新たに7種類の魔法が追加されている。これらの中には、「南方の仮面の魔術」「魔法の刺青」といった過去の作品で登場したものもある。経験を積まないと取得できないものや最初から取得が禁止されているものもある。
『ブラックサンド』では上述の「海の妖術」が追加されている。
『破滅のデーモン』では「悪魔学」が追加されている。一部の召喚呪文は「招霊術」（『ヒーローコンパニオン』収録）と共通している。
『コンバット・コンパニオン』では「戦闘魔術」が追加された。これは戦闘に特化した体系であり上述の「魔術」「妖術」「神術」と同時に取得することはできない。
『バルサスの要塞』では上述の「黒妖術」が追加された。
『アトランティス・キャンペーン』では「原初魔法」が追加された。大昔（この世界の主要な3つの大陸がまだ1つの大陸だったころ）に使用されていた魔法体系。現代では使用者がいないため、習得には当時の魔法書を読み解く必要がある。

#### 戦闘
戦闘の方法に関しては大きな変更はないが、追加された部分もある。
前作では鎧は「既に着ている」ものとして、ダメージの算出に影響することはなかった（着ていない場合はペナルティがある）。また、盾は防御効果はあるが攻撃の際にペナルティを受けていた。2版では、楯と鎧による防御効果が規定された。ただし、強力な鎧を身に着けるにはそれなりの能力や技能が必要となる。
攻撃におけるクリティカルとファンブルについての威力も修正されている。前作ではクリティカルが発生すると相手が即死していたが、2版ではダメージの増加に変更された。前作のファンブルはダメージの上昇だけだったが、2版では特別な事が起こるようになった。『コンバット・コンパニオン』において、クリティカル時にも特別なことが起きるオプションが追加された。
戦闘ルールの基本が変わっていないため、「モンスター事典」掲載のモンスターは数値の変更なしに使用できる。同書に掲載されているモンスターが使用する武器や鎧に関しては、ルールブックの中に記載されている。

#### 体力
体力に関していくつかのルール変更がある。
- 食事で回復する体力が半分になった。また、回数も1日に2回までになった。
- 睡眠による体力回復が規定された。
- 1日食事を取らなかったり睡眠をとらなかった場合は体力が減少する[21]。
- 司祭以外の魔法で体力を回復することができない（ディレクターがそのような魔法を作ることも禁止されている[22]）。

## 関連文献

### 初版

#### 日本語に訳された書籍
- アドバンスト・ファイティング・ファンタジー 上巻 ISBN 4-390-11347-X - 基本ルールブック。他掲載シナリオ1本。
- アドバンスト・ファイティング・ファンタジー 下巻 ISBN 4-390-11348-8 - 基本ルールブック。他掲載シナリオ1本（上巻のシナリオの続編）。

ともにマーク・ガスコイン・ピート・タムリン著・安田均訳

#### 日本語に訳されていない書籍
- Blacksand! - 後述の2nd Editionのサプリメント「ポート・ブラックサンド」の前身である設定資料及び拡張ルール。追加技能、まじない、僧侶、社会的地位、集落の設計、主な神について。他掲載シナリオ1本。
- Allansia - 拡張ルールブック。追加技能、大規模戦闘、人間型種族（オーク、ゴブリン、トロール、セントール含む）をPCとして作成するルール、ウィルダーネス・アドベンチャーについて。他掲載シナリオ1本。

#### 日本で発表されたもの
- タンタロンの立方体 下村家恵子著（シナリオ）
- タイタンふたたび 山本弘&グループSNE著（リプレイ・ウォーロック46～52号までに掲載された第一部を単行本化したもの）
- ロガーンの子、ガラナの子 下村家恵子著（リプレイ小説・「RPGノベル・シリーズ ヘンダーズ・ルインの領主」に収録）

#### ウォーロックに掲載されたもの
- 闇のサルゴン（下村家恵子・49号・シナリオ）
- 太陽王の宝玉（安田均・50号・ソロアドベンチャー）
- タイタンふたたび第二部（友野詳&グループSNE・53～57号・リプレイ）

### 2nd Edition
（日本語版刊行済）

#### ルールブック
- アドバンスト・ファイティング・ファンタジー第2版　ルールブック（グレアム・ボトリー著・スティーブ・ジャクソン/イアン・リビングストン監修・安田均訳） - 基本ルールブック。他掲載シナリオ2本。
- ヒーローコンパニオン（グレアム・ボトリー編著・安田均監修・こあらだまり/春駒篤訳） - 拡張ルールブック。追加技能、タレント（聖堂騎士など）、7種の追加魔法体系（仮面魔術・召霊術・死霊術・刺青魔術・戦魔法・付与魔術・混沌魔法）、雇い人、資産と領地、大規模戦闘、ウィルダーネス・アドベンチャーについて。

#### サプリメント
- タイタン　アドバンスト・ファイティング・ファンタジーの世界（マーク・ガスコイン著・スティーブ・ジャクソン/イアン・リビングストン監修・安田均訳） - タイタン世界のワールドガイド
- モンスター事典　-奈落の底から-（スティーブ・ジャクソン/イアン・リビングストン著・マーク・ガスコイン編集・安田均訳） - モンスターデータ集Part1。「ファイティング・ファンタジー」ゲームブックシリーズ第14巻までのモンスター250体を掲載
- ソーサリー・スペルブック（スティーブ・ジャクソン著・安田均/こあらだまり訳） - 48の妖術呪文の解説とルール、ジョン・ブランシュのオリジナルイラスト、新たな妖術のルールのサプリメント
- 超・モンスター事典　-奈落の彼方に-（アンドリュー・ライト編著・安田均/こあらだまり訳） - モンスターデータ集Part2。「ファイティング・ファンタジー」ゲームブックシリーズ第60巻までのモンスター270体を掲載
- ポート・ブラックサンド（グレアム・ボトリー編著・こあらだまり/春駒篤/飛竜賢訳・安田均監修） - 「ファイティング・ファンタジー」ゲームブックシリーズ第5巻 盗賊都市の舞台であるポート・ブラックサンドの設定資料。海の妖術について。
- タイタン植物図鑑（アンドリュー・ライト編著・安田均監修・羽田紗久椰/こあらだまり訳） - タイタン世界の毒と薬に関連する256種類の植物及び植物系モンスターについて。特殊技能「ハーブの知識」詳細、魔法の石。植物にかかわる薬草師、ドルイド僧、レンジャーなど。
- 破滅のデーモン（グレアム・ボトリー著・安田均監修・こあらだまり訳） - デーモンをPCとして作成しプレイするサプリメント。PC側追加ルールとして特殊技能「悪魔術」「デーモンの知識」、3つのタレント、8つの悪魔術呪文、8つの儀式。他掲載シナリオ1本。
- 魔界ガイドブック（アンドリュー・ライト著・安田均監修・飛竜賢訳） - 奈落の案内書。8つの魔界、12種の新しいデーモン、22柱の新たな悪神達や使い魔について。
  - 破滅のデーモンと魔界ガイドブックはセットで発売された。
- コンバット・コンパニオン（グレアム・ボトリー著・安田均監修・こあらだまり訳） - 戦闘に関する新たな追加/オプションルール集。4つの新しい技能、12の新しいタレント、新しいクリティカルテーブルとファンブルテーブル、10の代替戦闘ルール、12の新しい戦闘オプション、武道のルールと9つのスタイル、他
- 真・モンスター事典　-奈落に還れ-（アンドリュー・ライト編著・安田均監修・羽田紗久椰/こあらだまり訳） - モンスターデータ集Part3。約500種のモンスター、乗用動物、66種の使い魔、新特殊技能「モンスターの知識」及び追加ルール（曜日によるモンスターの強化、「動物の友」のタレントの追加効果）等。
- アリオン旅行記（グレアム・ボトリー著・安田均監修・羽田紗久椰訳） - クール大陸北東の都市アリオンの様々な情報を旅行記形式にて伝えるシティガイド。※アリオンは下記「アトランティス・キャンペーン」のスタート地点となる都市。
- エンサイクロペディア・アルカナ Vol.1：アイテム集（アンドリュー・ライト著・安田均監修・こあらだまり/柘殖めぐみ訳） - 様々なアイテムに関するデータ集。新たな特殊技能「吹き矢」「鞭」、追加魔法体系「デミ・ソーサリー（魔妖術）」、既存魔法系統の30種類の新たな呪文、タレントと特殊技能の改訂、ランダム財宝作成システム等。

#### シナリオ集
- シナリオブック01　火吹山の魔法使い（ブレット・ショウフィールド著・安田均訳） - 「ファイティング・ファンタジー」ゲームブックシリーズ第1巻「火吹山の魔法使い」をシナリオ化。アドバンスト・ファイティング・ファンタジー第2版　ルールブック（書苑新社版）とセットで発売された。
- シナリオブック02　ソーサリー・キャンペーン（スティーブ・ジャクソン/グレアム・ボトリー著・安田均/こあらだまり訳） - 「ソーサリー」ゲームブックシリーズ四部作をキャンペーン・シナリオ化。ソーサリー・スペルブックとセットで発売された。
- バルサスの要塞（スティーブ・ジャクソン原案・ブレット・スコーフィールド著・安田均監修・こあらだまり/柘植めぐみ/飛竜賢訳） - 「ファイティング・ファンタジー」ゲームブックシリーズ第2巻「バルサスの要塞」をシナリオ化。新しい魔法体系の「黒妖術」のルールを追加。コンバット・コンパニオンとセットで発売された。
- シナリオ集＆ミシュナ等のモンスター（ジョナサン・ヒックス、ベンジャミン・クイントン・ボトリー著・安田均監修・こあらだまり訳） - 海外ではそれぞれ単独で発売されたシナリオ「タスクマスターの塔」「犬とゴブリン」「ヴァラック・アスールの空飛ぶダンジョン」「最後の希望の宿」「歪んだ王の杯」と、クール大陸西の広大な海の真ん中にあるミシュナ島の詳細な情報および生息するモンスターガイド「ミシュナ等のモンスター」を1冊にまとめた資料集。アドバンスト・ファイティング・ファンタジー第2版　ルールブック（改訂版）とセットで発売された。
- アトランティス・キャンペーン（グレアム・ボトリー著・安田均監修・こあらだまり訳） - アトランティス時代の大魔法使いピラ・カルターにまつわるキャンペーンシナリオ群。10章完結。アリオン旅行記とセットで発売された。
- シナリオ集 運命の森（ブレット・スコーフィールド著・安田均監修・こあらだまり/柘殖めぐみ訳） - 「ファイティング・ファンタジー」ゲームブックシリーズ第3巻「運命の森」をシナリオ化。シナリオブック01　火吹山の魔法使い（復刻版）とセットで発売された。

#### 未訳の製品
（日本語版発売予定）
- The Weird Wood - 不気味な森。王位欲しさに呪いの剣で決闘した兄弟王子の伝説をめぐる熟練冒険者向けシナリオ。
- Temple of the Ice God - 氷の神の神殿。突如として雪に閉ざされた村に迷い込むシナリオ。
- Dragonmages Retreat - 龍魔導師の隠れ家。龍の脅威に晒されている故郷の街を救うために、龍王として知られる古代の大魔導師の隠れ家に入り、龍操りの杖を探すシナリオ。
- Demons of Arion - アリオンのデーモン。悪魔学者に召喚され、盗まれた魔術書を取り戻すように命じられたデーモンが主役のシナリオ。
- The Tower of Leorik the Bold - 勇敢なるレオリックの塔。戦死した英雄レオリックを祀る塔で発生した異変を調査するシナリオ。
- Heroes of Titan - タイタンのヒーローたち。タイタン世界の高レベルサンプルキャラクターとそのキャンペーンガイド。
- Adventure Creation System - 冒険作成システム。ソロプレイやシナリオ構築の支援のための拡張ルールブック。
- Magic Companion - マジック・コンパニオン。魔法に関する新たな追加/オプションルール集。追加技能、追加魔法体系。
- Priests Companion - プリースト・コンパニオン。僧侶に関する新たな追加/オプションルール集。追加技能、儀式等。
- リアンナ・プラチェットのゲームブック背景世界ガイド - アリオン社より本国刊行予定。

SF用拡張ルール
- Stellar Adventures - SF用拡張ルール
- Stellar Adventures Starship Catalogue - 宇宙船などのデータ
- The Kaladarian Response - シナリオ
- Stellar Adventures Weapons and Armour Catalogue - 装備品のデータ
- World of War - シナリオ
- Doom of the Ice Planet - シナリオ

#### 日本で発売されたもの
- はじめてのAFF（中山哲学・漫画）

#### 雑誌・Web掲載物

##### ウォーロックMAGAZINEに掲載されたもの
- はじめてのAFF（中山哲学・ウォーロックMAGAZINEの前身「TtT MAGAZINE」5号-ウォーロックMAGAZINE1号-9号-GMウォーロックで引き続き連載・漫画）
- ストーンブリッジへの旅（杉本ヨハネ・1号・ミニシナリオ）
- 失われたメダリオンの追跡（こあらだまり・1号・ミニシナリオ）
- 巨人の眠る洞窟（高山水月・1号・ミニシナリオ）
- バルサス城への挑戦（清水龍之介・1号・ソロアドベンチャー）
- アドバンスト・ファイティング・ファンタジー第2版リプレイ（友野詳/グループSNE・1号-4号・リプレイ）
- モンスターヒーロー（杉本ヨハネ・2号・モンスター種族ヒーロー化のオプションルール用データ集）
- 消えた猫のなぞ（ピピン・2号・ミニシナリオ）
- 宵の宴（高山水月・2号・ミニシナリオ）
- ブンタームーン闘技場（杉本ヨハネ・2号・ソロアドベンチャー/シナリオ化用資料付き）
- 空の涜神者（笠竜海・3号・ミニシナリオ※シナリオ「失われたメダリオンの追跡」の続編）
- 魔の都カーレ（清水龍之介・3号・ソロアドベンチャー）
- 四人のジャック（山本弘・3号・書籍「四人のキング」掲載の一作をAFF2eルール版にコンバート）
- AFFディレクタースクリーン（グループSNE・3号・AFF2e版マスタースクリーン※各系統の魔法一覧のサマリーシート付き）
- マンパンの呪文（タイラー・4号・ソロアドベンチャー/シナリオ化用資料付き）
- ソーサラーズアプレンティス（こあらだまり・4号・ミニシナリオ）
- モンスター動物園（タイタンの放浪者・4号・シナリオソース）
- モンスター動物園リプレイ（こあらだまり・5号-7号・リプレイ）
- 荒野の魔女（杉本ヨハネ・5号・ソロアドベンチャー/シナリオ化用資料付き）
- ヴィンハイムの最も長い冬（笠竜海・6号・ソロアドベンチャー）
- 凍てつく村（彩乃・6号・ミニシナリオ）
- サンディ・クローズと銀の鈴（ああむらあこお・6号・ミニシナリオ）
- 闇の森のエルフ（ピピン・7号・ミニシナリオ）
- 盗賊都市からの逃亡（友野詳・7号・ソロアドベンチャー）
- 13の隠された試練（こあらだまり・8号・ミニシナリオ）
- 真実の騎士（笠竜海・8号・ソロアドベンチャー）
- 犬とゴブリン（ジョナサン・ヒックス著・飛竜賢訳・8号・廃墟でのイベントと城内に侵入したゴブリン退治を行う二部構成のミニシナリオ。後に『シナリオ集＆ミシュナ等のモンスター』に収録された）
- 犬とゴブリンその後（ピピン・8号・ミニシナリオ※シナリオ「犬とゴブリン」の続編。後に『シナリオ集＆ミシュナ等のモンスター』に収録された）
- 火吹山に至る（こあらだまり・9号・ミニシナリオ）
- 欲望の旅路（笠竜海・9号・ソロアドベンチャー）

##### GMウォーロックに掲載されたもの
- ガレーキープに潜入せよ！！（こあらだまり・1号・ソロアドベンチャー）
- タイタン本草採集記（春駒篤・1号・ミニシナリオ）

- 火吹山1.5～火吹山ひとたび半の冒険（藤浪智之・2号・ソロアドベンチャー）
- われらを守るは森の恵み（こあらだまり・2号・ミニシナリオ）
- 冒険者の実力検定（GMウォーロック編集部・2号・ミニシナリオ）

- ７番目の決死行（こあらだまり・3号・ソロアドベンチャー）
- 地下庭園の三薬草師（GMウォーロック編集部・3号・ミニシナリオ）

- 地獄に一番近い夜（こあらだまり・4号・ソロアドベンチャー）
- 死の雨を見よ（武延工助・4号・ミニシナリオ）
- 黒い塔の悪魔使い（こあらだまり・5号・ソロアドベンチャー）
- 古の意志を継いで（武延工助・5号・「マップブックⅠ　シティ編」収録の「隠れた都」を使用したミニシナリオ）
- 暗い参道からの脱出（初芽陽・6号・ミニシナリオ）
- 絶望の島の大いなる魔法（こあらだまり・6号・ソロアドベンチャー）
- 戦いを以て争いを制す（武延工助・6号・ミニシナリオ）
- 噂は港町を駆ける（こあらだまり・7号・ソロアドベンチャー）
- 遠吠えを背にして（武延工助・7号・ミニシナリオ）
- 古王国の宝物庫（ジョナサン・ヒックス著・こあらだまり訳・8号・北西アランシアの小王国カーディガルに隠された古代王国の地下金庫に挑む熟練冒険者向けシナリオ）
- 井戸の向こう側（武延工助・8号・ソロアドベンチャー）
- 嘆きの世界パート1 奇妙な塔（ポール・メイソン著・こあらだまり訳・9号・クールの都市ラガシュを舞台としたミニシナリオの前編）
- 黄金羊と月下の戦い（武延工助・9号・ソロアドベンチャー）

- 嘆きの世界パート2 心蝕む地下洞（ポール・メイソン著・こあらだまり訳・10号・ラガシュを舞台としたミニシナリオの後編）
- 六十四人目の戦士（武延工助・10号・ソロアドベンチャー）
- タイタン・モンスターアドベンチャー　～ベンジーの猛獣大脱走！～（ピピン・11号・ソロアドベンチャー）
- 生死は不問、奪還せよ（武延工助・11号・ソロアドベンチャー）
- ２つの頭は最悪だ（こあらだまり・11号・ミニシナリオ）
- ドラゴンが訪れたときのために（武延工助・12号・ミニシナリオ）
- すべての古きもの（グレアム・ボトリー著・こあらだまり訳・12号・『アトランティス・キャンペーン』収録のシナリオの先行公開）
- 追憶の中の預言者（武延工助・13号・ソロアドベンチャー）
- サラモニスの叛徒たち（ピピン・14号・ソロアドベンチャー）
- 『運命の森』外伝　脅威と危機、その裏に闇（武延工助・15号・ソロアドベンチャー）
- 『火吹山の魔法使い』異伝　アマリリアの支配者（ピピン・16号・ソロアドベンチャー）
- 探し物は、後ろにいます。（武延工助・17号・ソロアドベンチャー）
- ベンジー暁の大捜査線!（ピピン・18号・ソロアドベンチャー）

##### Role&Rollに掲載されたもの
- 桜谷の呪法使い（杉本ヨハネ・161号・ソロアドベンチャー）
- シャムタンティの灯火（杉本ヨハネ・165号・ソロアドベンチャー）
- 銀蛇の魔女（杉本ヨハネ・169号・ソロアドベンチャー）
- バドゥ・バクの探索（杉本ヨハネ・173号・ソロアドベンチャー）
- 水底の月、地上の星（こあらだまり・187号・ソロアドベンチャー）
- 盗賊都市に群れる悪意（こあらだまり・195号・ソロアドベンチャー）
- 抜け出せ、地下の晩餐会！（こあらだまり・203号・ソロアドベンチャー）
- 奈落と蛇と追跡者（こあらだまり・207号・ソロアドベンチャー）
- 八幡国退魔伝（こあらだまり・215号・ソロアドベンチャー）
- はじめましてAFF！（中山哲学原作＆画・西岡拓哉／グループ作・219号・ゲームノベル）

##### グループSNEオフィシャルサイトでサポートされたもの
- 失われたメダリオンの追跡（上記ウォーロックMAGAZINE掲載シナリオのロングヴァージョン）
- 火吹山、ふたたび（「シナリオブック01 火吹山の魔法使い」の後日談のシナリオ）
- 幻影の洞窟（「はじめてのAFF」中で使用されたミニシナリオ）
- 呪われしは仮面か人か（「はじめてのAFF」中で使用されたミニシナリオ）